# Senna viguierella
Senna viguierella är en ärtväxtart som först beskrevs av Jean H.P.A. Ghesquière, och fick sitt nu gällande namn av Du Puy. Senna viguierella ingår i släktet sennor, och familjen ärtväxter. Inga underarter finns listade i Catalogue of Life.